# CSI: Miami (9. sezona)
Deveta sezona serije CSI: Miami je premijerno prikazana na američkom kanalu CBS 3. listopada 2010., a završila je 8. svibnja 2011. godine.

## Glumačka postava
| Glumac/glumica      | Lik               | Glumi u ep. |
| ------------------- | ----------------- | ----------- |
| David Caruso        | Horatio Caine     | 1 - 22      |
| Emily Procter       | Calleigh Duquesne | 1 - 22      |
| Jonathan Togo       | Ryan Wolfe        | 1 - 22      |
| Rex Linn            | Frank Tripp       | 1 - 22      |
| Eva LaRue           | Natalia Boa Vista | 1 - 22      |
| Omar Benson Miller  | Walter Simmons    | 1 - 22      |
| Adam Rodriguez      | Eric Delko        | 1 - 22      |
| Christian Clemenson | Dr. Tom Loman     | 1 - 22      |
| Eddie Cibrian       | Jesse Cardoza     | 1           |

## Epizode
| Ep. u seriji | Ep. u sezoni | Naziv epizode        | Datum emitiranja |
| --- | ------------ | -------------------- | ---------------- |
| 192 | 1            | "Fallen"             | 3.10.2010.       |
| Ekipa za očevide izgubi člana nakon što psihotični genij podivlja u Miamiju. |              |                      |                  |
| 193 | 2            | "Sudden Death"       | 10.10.2010.      |
| Kad poslužiteljicu ubiju u ekskluzivnom klubu, Horatio mora pročešljati najelitniji popis gostiju u Miamiju kako bi pronašao njezinog ubojicu.                                               |              |                      |                  |
| 194 | 3            | "See No Evil"        | 17.10.2010.      |
| Mladu djevojku otmu, a jedini svjedok ekipi za očevide slijepac je koji je otmicu čuo i Horatija dovodi do njegovog starog neprijatelja.                                                     |              |                      |                  |
| 195 | 4            | "Manhunt"            | 24.10.2010.      |
| Kad ubojica Horatijeve supruge pobjegne iz zatvora i počne za sobom sijati zločine, ekipa za očevide mora utvrditi koji mu je cilj i pronaći ga prije nego što ponovno napadne.              |              |                      |                  |
| 196 | 5            | "Sleepless in Miami" | 31.10.2010.      |
| Kad čovjek tvrdi da je sanjao ubojstvo prije nego što se dogodilo, Horatio šalje Nataliju u Undercover do tog čovjeka da bi saznala istinu dali je on lud, ili jednostavno kriv.             |              |                      |                  |
| 197 | 6            | "Reality Kills"      | 14.11.2010.      |
| Reality zvijezda je ubijena, CSI tim istraživa opsjednute obožavatelje i njezinu skrivenu prošlost.                                                                                          |              |                      |                  |
| 198 | 7            | "On the Hook"        | 21.11.2010.      |
| Ribar bježi od smrti, CSI tim mora izbjeći metke kako bi ostali živi i saznati tko je pucao.                                                                                                 |              |                      |                  |
| 199 | 8            | "Happy Birthday"     | 5.12.2010.       |
| Žena koja je u osmom mjesecu trudnoće pronađena je pretučena, CSI tim pokušava uhvatiti napadača.                                                                                            |              |                      |                  |
| 200 | 9            | "Blood Sugar"        | 12.12.2010.      |
| Šećerna bomba eksplodira, CSI tim otktiva šokantno otkriće jednog radnika tvornice. |              |                      |                  |
| 201 | 10           | "Match Made in Hell" | 2.1.2011.        |
| Kad istraga milijunaševe smrti forenzičare dovede do elitne agencije za bračno posredovanje, Ryan se lažno predstavi kao bogati poslovni čovjek kako bi raskrinkao posredničke laži.         |              |                      |                  |
| 202 | 11           | "F-T-F"              | 9.1.2011.        |
| Nakon što mlaz iz hidranta ispere sve dokaze s poprišta, ekipa za očevide prisiljena je rekonstruirati vrlo bizarno dvostruko ubojstvo.                                                      |              |                      |                  |
| 203 | 12           | "Wheels Up"          | 16.1.2011.       |
| Dok forenzičari istražuju ubojstvo na utakmici roller derbyja, uviđaju kako djevojke u kratkim suknjicama imaju podjednako kratak fitilj kad je posrijedi strpljenje.                        |              |                      |                  |
| 204 | 13           | "Last Stand"         | 20.2.2011.       |
| Miami preplavljuju zločini i kaos kad se Memmo Fiero, ubojica Horatijeve supruge, vrati da preuzme kontrolu nad gradom.                                                                      |              |                      |                  |
| 205 | 14           | "Stoned Cold"        | 27.2.2011.       |
| Članovi ekipe za očevide pokušavaju dokučiti koji se to štreber osvetio kamenujući glavnog srednjoškolskog nasilnika nasmrt.                                                                 |              |                      |                  |
| 206 | 15           | "Blood Lust"         | 6.3.2011.        |
| Nakon što žena na jedvite jade umakne serijskom ubojici, Horatio će poduzeti sve kako bi psihopatu ušao u trag.                                                                              |              |                      |                  |
| 207 | 16           | "Hunting Ground"     | 13.3.2011.       |
| Ekipa za očevid otkriva ekskluzivni lovački klub u kojem su lovina ljudi. |              |                      |                  |
| 208 | 17           | "Special Delivery"   | 20.3.2011.       |
| Nakon što vozača dostavnog kamiona i kućanicu na njegovoj ruti pronađu ubijene, ekipa za očevid pokuša otkriti kako su bili povezani.                                                        |              |                      |                  |
| 209 | 18           | "About Face"         | 27.3.2011.       |
| Odbjegli robijaš uzima Nataliju za taokinju i povjerava joj šokantnu tajnu o svojim zločinima.                                                                                               |              |                      |                  |
| 210 | 19           | "Caged"              | 10.4.2011.       |
| Horatio štiti majstora borilačkih vještina od njegovog brata koji je nedavno pobjegao iz zatvora.                                                                                            |              |                      |                  |
| 211 | 20           | "Paint It Black"     | 17.4.2011.       |
| Kad članovi ekipe za očevid u jacuzziju otkriju mrtvu studenticu, povest će istragu čiju će atmosferu obilježiti ljubomora, psihoza i cimeri s koledža.                                      |              |                      |                  |
| 212 | 21           | "G.O."               | 1.5.2011.        |
| Nakon što Horatio uđe u trag zagonetnom sumnjivcu za ubojstvo, otkriva da je čitav njegov život pomno osmišljena predstava.                                                                  |              |                      |                  |
| 213 | 22           | "Mayday"             | 8.5.2011.        |
| Nakon što Horatio napokon privede posljednjeg bjegunca iz zatvora, avion kojim su transportirani prisilno slijeće, a članovi ekipe za očevid otkrivaju da bjegunac nije planirao samo bijeg. |              |                      |                  |